# Michel Lambert

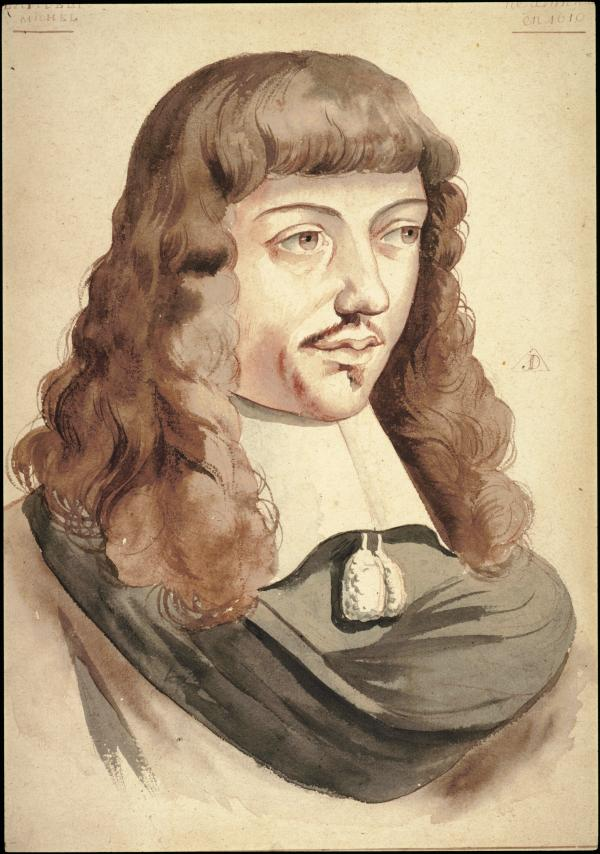
Michel Lambert

Michel Lambert (1610 – 29 de junio de 1696) fue un maestro cantor francés, tiorbista y compositor del barroco.
Nació en Champigny-sur-Veude y recibió educación musical como monaguillo de la capilla de Gastón de Orleans. Luego estudió con Pierre de Nyert en París. Desde 1636 fue reconocido como maestro de canto. En 1641 contrajo matrimonio con la cantante Gabrielle Dupuy, quien murió súbitamente un año después. La hija de ambos, Madeleine, casaría con Jean-Baptiste Lully en 1662. La carrera de Lambert quedó muy relacionada con su cuñada y famosa cantante, Hilaire Duopuy (1625-1709).
En 1651 aparece como bailarín de ballet en la corte de Luis XIV. A partir de 1656 quedó establecida su reputación como compositor, y sus obras fueron impresas regularmente por Ballard. Las mismas consisten principalmente en arias sobre poemas de Benserade y Quinault. Fue el compositor de tonadas más prolífico en la segunda mitada del siglo XVII. En 1661 sucedió a Jean de Cambefort como maître de musique de la chambre du roi y mantuvo ese puesto hasta su muerte. En 1670 pasó a ser maestro de capilla, mientras Lully era superintendente de la música real.
Su rol como maestro cantor y compositor de arias dramáticas contribuyó al nacimiento de la ópera francesa. Como maestro de canto gozó de una reputación atestiguada por varios testimonios de la época, incluyendo a los cantantes Anne de La Barre, Pierre Perrin y La Cerf de Viéville). Titon du Tillet menciona conciertos ofrecidos en su casa en Puteaux, durante los que Lambert acompañó en tiorba.
También colaboró con Lully en la composición y escenografía de varios ballets, como los Ballets des amours déguisez, entre otros.
Murió en Paris, Francia.

## Obras
- Airs du sieur Lambert, Paris, Charles de Sercy (1658).
- Les airs de Monsineur Lambert, 19 aires para dúos, para dos voces y bajo continuo, Paris (1660).
- Airs de Monsieur Lambert non imprimez, manuscrito, Paris (c. 1692)
- Pièces en trio pour les violons, flûtes ou hautbois, Ámsterdam, Estienne Roger (1700).
- 75 airs de Monsieur Lambert (manuscrito) (50 con dobles), para una voz y bajo continuo (c. 1710)
- Leçons de ténèbres pour voix et basse continue manuscrito (1662-1663).
- Leçons de ténèbres pour voix et basse continue manuscrito (1689).
- 60 airs for 1 - 5 voces, dos instrumentos y bajo continuo, Paris (1689).
- Miserere mei Deus for 2 - 3 voices and basso continuo, manuscrito.